# Adolfsbergs IK
Adolfsbergs IK är en idrottsklubb i stadsdelen Adolfsberg i Örebro. Klubben bildades den 8 november 1943 och var först involverade i bandy och bordtennis, innan man 1944 även började spela fotboll; först på en plan vid Brunnsparken och sedan 1957 på Lugnets IP vid Sommarroskogen. Där har man också ett klubbhus. Sedan 1975 bedriver man bara fotbollsverksamhet och har idag omkring 450 aktiva spelare, uppdelade på 20 lag. Lagets färger är svart och gult. Tillsammans med BK Forward, Karlslunds IF och Örebro SK Ungdom arrangerar Adolfsbergs IK en av Sveriges största ungdomsturneringar Örebrocupen.
Efter en tung säsong 2010 ramlade laget ur division 3 och 2012 spelar klubben i division 4. Säsongen 2012 tog man sig tillbaka till division 3 efter att ha vunnit division 4. Dock blev tiden i 3:an kortvarig då man, under det första året, slutade 12

## Säsonger
| \| Säsong \| Nivå \| Division \| Sektion \| Position \| Ändringar \| \| ------ \| ------ \| ---------- \| --------------- \| -------- \| ------------------------------- \| \| 1993 \| Nivå 4 \| Division 3 \| Västra Svealand \| 10:a \| Nedflyttade \| \| 1994 \| Nivå 5 \| Division 4 \| Örebro län \| 1:a \| Uppflyttade \| \| 1995 \| Nivå 4 \| Division 3 \| Västra Svealand \| 3:a \| \| \| 1996 \| Nivå 4 \| Division 3 \| Västra Svealand \| 5:a \| \| \| 1997 \| Nivå 4 \| Division 3 \| Västra Svealand \| 10:a \| Nedflyttade \| \| 1998 \| Nivå 5 \| Division 4 \| Örebro län \| 3:a \| \| \| 1999 \| Nivå 5 \| Division 4 \| Örebro län \| 2:a \| \| \| 2000 \| Nivå 5 \| Division 4 \| Örebro län \| 2:a \| Uppflyttningskval \| \| 2001 \| Nivå 5 \| Division 4 \| Örebro län \| 7:a \| \| \| 2002 \| Nivå 5 \| Division 4 \| Örebro län \| 1:a \| Uppflyttade \| \| 2003 \| Nivå 4 \| Division 3 \| Västra Svealand \| 10:a \| Nedflyttade \| \| 2004 \| Nivå 5 \| Division 4 \| Örebro län \| 2:a \| Uppflyttningskval \| \| 2005 \| Nivå 5 \| Division 4 \| Örebro län \| 6:a \| \| \| 2006* \| Nivå 6 \| Division 4 \| Örebro län \| 2:a \| Uppflyttningskval - Uppflyttade \| \| 2007 \| Nivå 5 \| Division 3 \| Västra Svealand \| 5:a \| \| \| 2008 \| Nivå 5 \| Division 3 \| Västra Svealand \| 9:a \| \| \| 2009 \| Nivå 5 \| Division 3 \| Västra Svealand \| 9:a \| \| \| 2010 \| Nivå 5 \| Division 3 \| Västra Svealand \| 12:a \| Nedflyttade \| \| 2011 \| Nivå 6 \| Division 4 \| Örebro län \| 5:a \| \| \| 2012 \| Nivå 6 \| Division 4 \| Örebro län \| 1:a \| Uppflyttade \| \| 2013 \| Nivå 5 \| Division 3 \| Västra Svealand \| 12:a \| Nedflyttade \| \| 2014 \| Nivå 6 \| Division 4 \| Örebro län \| 7:a \| \| * Ligaomstruktureringen 2006 resulterade i att en ny division skapades på Nivå 3 och efterföljande divisioner gick ner en nivå. |        |            |                 |          |                                 |

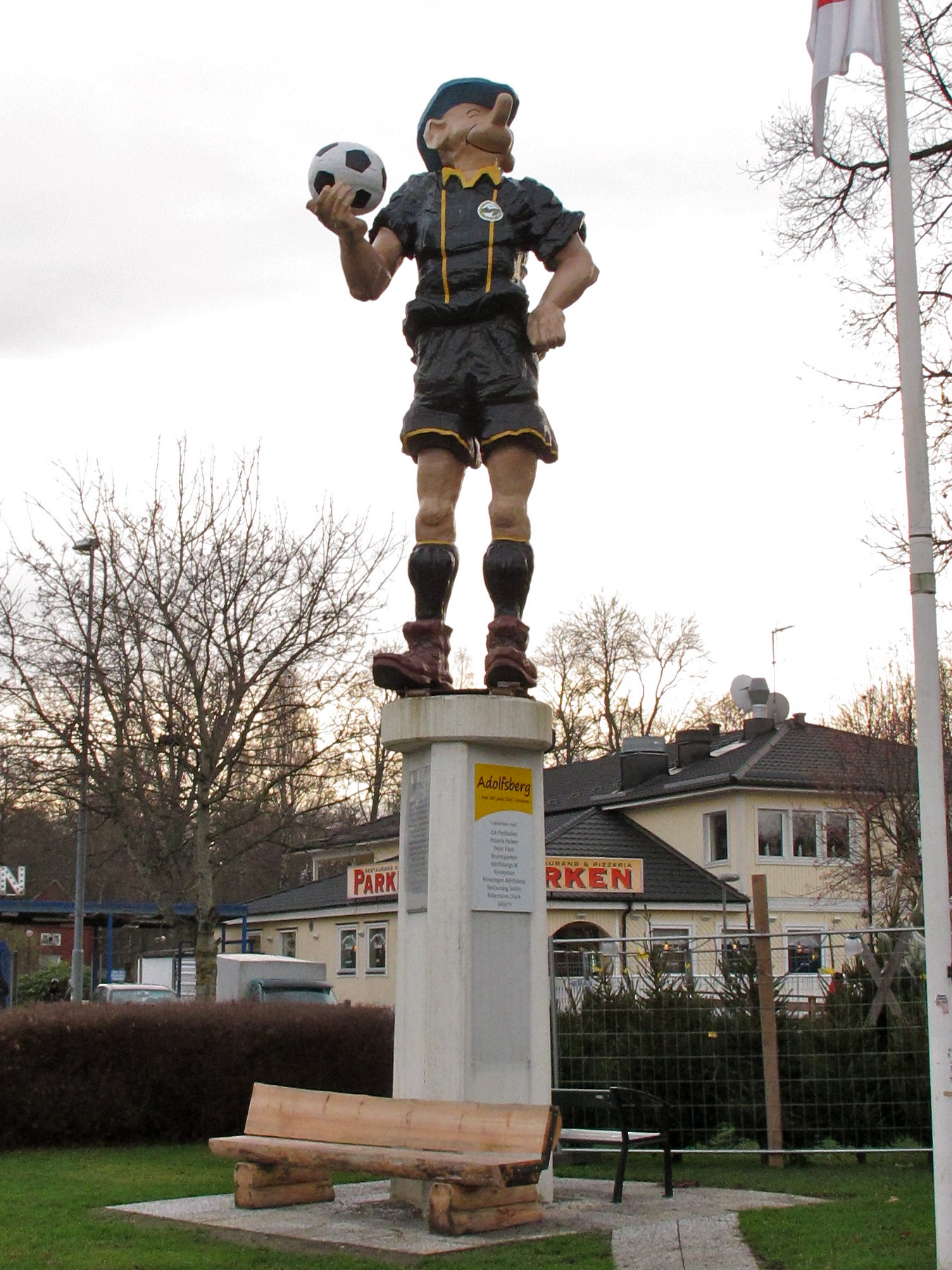
Kronblomstatyn i Örebro, iförd Adolfsbergs matchdräkt.

| Säsong | Nivå   | Division   | Sektion         | Position | Ändringar                       |
| 1993 | Nivå 4 | Division 3 | Västra Svealand | 10:a     | Nedflyttade                     |
| 1994 | Nivå 5 | Division 4 | Örebro län      | 1:a      | Uppflyttade                     |
| 1995 | Nivå 4 | Division 3 | Västra Svealand | 3:a      |                                 |
| 1996 | Nivå 4 | Division 3 | Västra Svealand | 5:a      |                                 |
| 1997 | Nivå 4 | Division 3 | Västra Svealand | 10:a     | Nedflyttade                     |
| 1998 | Nivå 5 | Division 4 | Örebro län      | 3:a      |                                 |
| 1999 | Nivå 5 | Division 4 | Örebro län      | 2:a      |                                 |
| 2000 | Nivå 5 | Division 4 | Örebro län      | 2:a      | Uppflyttningskval               |
| 2001 | Nivå 5 | Division 4 | Örebro län      | 7:a      |                                 |
| 2002 | Nivå 5 | Division 4 | Örebro län      | 1:a      | Uppflyttade                     |
| 2003 | Nivå 4 | Division 3 | Västra Svealand | 10:a     | Nedflyttade                     |
| 2004 | Nivå 5 | Division 4 | Örebro län      | 2:a      | Uppflyttningskval               |
| 2005 | Nivå 5 | Division 4 | Örebro län      | 6:a      |                                 |
| 2006* | Nivå 6 | Division 4 | Örebro län      | 2:a      | Uppflyttningskval - Uppflyttade |
| 2007 | Nivå 5 | Division 3 | Västra Svealand | 5:a      |                                 |
| 2008 | Nivå 5 | Division 3 | Västra Svealand | 9:a      |                                 |
| 2009 | Nivå 5 | Division 3 | Västra Svealand | 9:a      |                                 |
| 2010 | Nivå 5 | Division 3 | Västra Svealand | 12:a     | Nedflyttade                     |
| 2011 | Nivå 6 | Division 4 | Örebro län      | 5:a      |                                 |
| 2012 | Nivå 6 | Division 4 | Örebro län      | 1:a      | Uppflyttade                     |
| 2013 | Nivå 5 | Division 3 | Västra Svealand | 12:a     | Nedflyttade                     |
| 2014 | Nivå 6 | Division 4 | Örebro län      | 7:a      |                                 |